# 古森剛
古森 剛（こもり つよし、1968年 - ）は、日本の人事・経営コンサルタント。マーサー・ヒューマン・リソース・コンサルティング極東地域代表兼日本法人代表取締役社長等を経て、CORESCO代表取締役、一般社団法人はなそう基金代表理事。

## 人物・経歴
福岡県生まれ。大分県育ち。大分県立大分雄城台高等学校を経て、1991年一橋大学社会学部卒業、日本生命保険入社。1998年ペンシルバニア大学ウォートン・スクール修了、経営学修士（MBA）。2000年マッキンゼー・アンド・カンパニーに入社し、東京オフィス及びニュージャージー州オフィスで勤務。
2005年マーサー・ヒューマン・リソース・コンサルティングに入る。2007年マーサー ジャパン代表取締役社長。2010年グローバル・マーサー社シニアパートナー。2011年同社アジア太平洋地域、アジア・アフリカ・中近東・ラテンアメリカ地域ダイバーシティ・コミッティ・チェアマン。
東日本大震災発生後、被災地への支援物資の提供などを行っていたが、2012年には一般社団法人はなそう基金を設立し、陸前高田市で英語教室を運営するなど、英語学習機会の提供活動も行う。2013年からはグローバル・マーサー社ファー・イースト地域代表を兼務しアジア地域での事業の拡大を行った。2014年マーサー ジャパン・シニア・フェローに退き、CORESCOを設立し代表取締役に就任。
小沼大地が代表理事を務める特定非営利活動法人クロスフィールズの理事や、特定非営利活動法人TABLE FOR TWO Internationalのアドバイザー等も務める。

## 著書
- 『「無邪気な脳」で仕事をする』（黒川伊保子と共著）ファーストプレス 2009年
- 『英語は「音読」だけでいい！』かんき出版 2011年
- 『話しておきたいことがあるんだ』パレード 2014年